# صحرای آتش
صحرای آتش (ایتالیایی: Deserto di fuoco) یک فیلم ماجراجویی ایتالیایی به کارگردانی «رنتسو مِـروزی» است که در سال ۱۹۷۱ منتشر شد.

## بازیگران
- جرج وانگ
- ادویژ فنش
- جوزپه آدوباتی
- پیتر مارتل
- کارلا مانچینی